# Roy Bailey (Fußballspieler)
Roy Norman Bailey (* 26. Mai 1932 in Epsom; † 9. April 1993 in Johannesburg) war ein englischer Fußballtorhüter. Bekannt wurde er als Stammtorwart von Ipswich Town, das 1962 nur ein Jahr nach dem Aufstieg in die erste Liga überraschend unter dem späteren Weltmeistertrainer Alf Ramsey die englische Meisterschaft gewann. Sein Sohn in Gary war ebenfalls Torhüter und zwischen 1978 und 1987 die „Nummer 1“ von Manchester United.

## Sportlicher Werdegang
Roy Bailey wurde als in der südenglischen Grafschaft Surrey geboren. Er war in einer Familie mit vierzehn Kindern der fünfte Sprössling und die fußballerische Laufbahn begann für ihn im Alter von 15 Jahren in der Nachwuchsabteilung von Tottenham Hotspur. Einen ersten Amateurvertrag unterzeichnete er beim Lokalrivalen Crystal Palace, primär aufgrund der größeren Nähe zu seinem Zuhause.
Erstmals in einem Drittligaspiel zwischen den Pfosten von „Palace“ stand Bailey am 11. März 1950 beim 1:3 gegen Torquay United unter Trainer Ronnie Rooke. Es blieb sein einziger Auftritt in der Saison 1949/50 und aufgrund seiner Verpflichtungen beim Wehrdienst kam er lange nicht regelmäßig zum Einsatz. Dies änderte sich im März 1953, als er unter dem neuen Trainer Laurie Scott zum neuen Stammkeeper avancierte. Drei Jahre später wechselte er dann zu Ipswich Town, das zu diesem Zeitpunkt ebenfalls nur in der dritthöchsten englischen Spielklasse unterwegs war.
Schnell war Bailey auch in Ipswich die neue „Nummer 1“ und unter dem späteren Weltmeistertrainer Alf Ramsey gelang 1957 der Aufstieg in die zweite Liga und vier Jahre danach der Durchmarsch in die höchste Spielklasse. Völlig überraschend gewann Ipswich Town dann als Erstligaaufsteiger in der Saison 1961/62 die englische Meisterschaft. Bailey absolvierte dabei 37 von 42 Ligapartien – in den fünf verbleibenden Spielen vertrat ihn Wilf Hall. Die Formkurve des Vereins zeigte danach wieder nach unten und nach dem Abstieg 1964 aus der ersten Liga bestritt Bailey am 23. September 1964 beim 1:4 gegen Coventry City im Ligapokal sein letztes Spiel für Ipswich.
Nach dem Ende der Profilaufbahn wanderte Bailey nach Südafrika aus, wo dann auch sein Sohn Gary – später bei Manchester United lange Jahre unter Vertrag – sein Torhüterhandwerk erlernte. Im April 1993 starb Bailey in Johannesburg.

## Titel/Auszeichnungen
- Englische Meisterschaft (1): 1962